# Fantasista (東京都の企業)
株式会社fantasista（ファンタジスタ、英: Fantasista Co., Ltd.）は、東京都港区に本社を置く事業持株会社である。旧社名は株式会社アジアゲートホールディングス。

## 概説
- 1950年創業のライフライン敷設など建設事業を営む南野建設株式会社を母体とする。
- 2005年12月に建設事業を会社分割し、商号を株式会社A.Cホールディングスへ変更して事業持株会社とする。
- 2015年4月に、日本を含むアジア市場全体へ事業展開する目的で、商号を株式会社アジアゲートホールディングス (A.G.HD) へ変更する。
- 不動産投資事業、投資事業、グループの事業戦略策定と経営管理を行う事業持株会社である。
- 2014年6月に、本社事務所とグループ企業本社事務所を赤坂Bizタワーへ移転する。

## 沿革
- 1950年8月 - 大阪府大阪市北区に南野建設株式会社を設立する。
- 1982年11月 - 推進工事新工法のユニットカーブ推進工法を特許出願する。
- 1990年8月 - ユニットカーブ推進工法の特許が登録される
- 1995年6月 - 日本証券業協会に株式を店頭公開する。
- 2004年8月 - 大阪府枚方市へ本社を移転する。
- 2005年12月 - 持株会社制度を導入して南野建設をA.Cホールディングス (A.C HD) へ商号変更し、本店所在地を東京都世田谷区へ移転する。建設部門を分社して枚方市を本社に南野建設を設立する。
- 2006年1月 - A.C HDが全額出資する子会社として、株式会社A.Cファイナンスと株式会社A.Cインターナショナルを設立する。
- 2006年2月 - A.C HDが全額出資する子会社として、有限会社広島紅葉カントリークラブと有限会社シェークスピアカントリークラブを設立する。のちに株式会社化する。
- 2006年4月 - 本店を東京都港区へ移転する。
- 2006年8月 - 株式会社米山水源カントリークラブを買収する。
- 2007年6月 - 姫路相生カントリークラブの営業を開始する。
- 2008年6月 - 連結対象のオカザキファンド投資事業組合に対する出資金10億円[5]全額を、東京平成ファンド投資事業有限責任組合へ譲渡する。
- 2008年7月 - A.Cインターナショナルが、株式会社シェイクスピアカントリークラブ、株式会社広島紅葉カントリークラブ、株式会社米山水源カントリークラブをそれぞれ吸収合併する。
- 2008年7月 - 南野建設がナンテックを吸収合併する。
- 2009年2月 - A.CインターナショナルがA.Cファイナンスを吸収合併する。
- 2009年6月 - 福島空港GOLFCLUBの営業を開始する。
- 2011年10月 - A.Cインターナショナルが株式会社姫路相生カントリークラブを吸収合併する。
- 2013年
  - 6月 - 株式会社福島空港GOLFCLUBの清算が完了する。
  - 7月 - 東京証券取引所と大阪証券取引所の現物市場の統合に伴い、東京証券取引所JASDAQ（スタンダード）に上場
- 2015年4月1日 - 株式会社アジアゲートホールディングスへ商号を変更する。
- 2016年6月 - 株式会社岩手ホテルアンドリゾートの発行済株式を共同投資により取得し、スキーリゾート事業を開始する。
- 2017年4月 - 株式会社宇田川[6]の株式を取得し、ホステル運営事業を開始する。
- 2019年5月 - True Harmonic Group Limited（サモア）の全株式を取得するため、株式会社岩手ホテルアンドリゾートを保有する創進国際投資有限公司（香港）の発行済全株式と貸付債権（貸付金）をAllied Crown Investment Limited（サモア）へ譲渡し、スキーリゾートの運営を廃止[7]する。
- 2019年12月 - UNDER RAILWAY HOTEL AKIHABARAを開業する。
- 2020年3月 - 連結子会社である南野建設株式会社の全株式を吉田組（姫路市）へ譲渡し、建設事業を廃止[8]する。
- 2020年4月 - 株式会社AGNSアセットマネジメントを連結子会社として設立する。
- 2020年7月 - 株式会社AGNSアセットマネジメントがNSグループから事業を譲受し、不動産コンサルティング事業を開始する。
- 2020年7月 - 株式会社AGNSアセットマネジメントの商号を株式会社NSアセットマネジメントへ変更する。
- 2020年11月 - 石狩市のシェイクスピアカントリークラブ、上越市の米山水源カントリークラブ、相生市の姫路相生カントリークラブ、廿日市市の広島紅葉カントリークラブを運営するA.Cインターナショナルを、2021年1月にサモアのTrue Harmonic Group Limitedへ譲渡する契約を締結[9]する。
- 2021年2月 - 株式会社A.Cインターナショナルの株式と保有するゴルフ場3か所をサモアのTrue Harmonic Group Limitedへ譲渡[10]する。
- 2022年
  - 2月 - 連結子会社の株式会社ハンドレッドイヤーズがヘルスケア事業を開始する。
  - 4月 - 株式の上場市場を東京証券取引所スタンダード市場へ移行する。
  - 6月 - 連結子会社の株式会社ハンドレッドイヤーズが、ヘルスケア事業を強化するため株式会社FAIRY FORESTの全株式を取得して子会社とする。
- 2024年1月 - 株式会社fantasistaに商号変更[11]。

## グループ会社
連結子会社
- NC MAX WORLD株式会社（東京都中央区）- 国内外における不動産の所有、利用、売買、賃貸、仲介、管理、運営など
- 株式会社SPACE HOSTEL（東京都港区）- 不動産事業
- 株式会社NSアセットマネジメント（東京都港区） - 不動産コンサルティング事業など
- 株式会社ハンドレッドイヤーズ（東京都港区）-　ヘルスケア事業など
- 株式会社FAIRYFOREST（東京都港区）‐　ヘルスケア事業など